# Roger de Weck

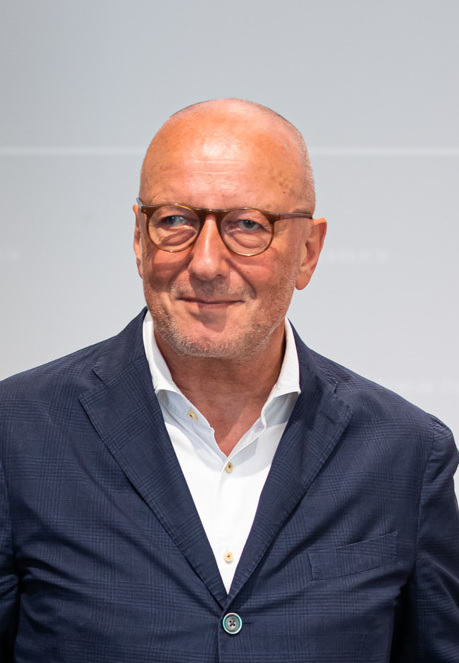
Roger de Weck (2021)

Roger François Philippe de Weck (* 17. Oktober 1953 in Freiburg i. Ü., heimatberechtigt ebenda) ist ein Schweizer Publizist und Manager. Er war von 1992 bis 1997 Chefredakteur des Tages-Anzeigers, danach bis 2001 Chefredakteur der Zeit und zwischen 2011 und 2017 Generaldirektor der Schweizerischen Radio- und Fernsehgesellschaft (SRG).

## Leben
Roger de Weck wurde als viertes von sieben Kindern des Schweizer Bankiers Philippe de Weck (1919–2009) und seiner Frau Alix, geb. de Saussure (1921–2014), in Freiburg im Uechtland geboren. Nach dem Studium der Volkswirtschaftslehre mit Schwerpunkt Wirtschaftsgeschichte an der Universität St. Gallen (HSG) stieg der zweisprachige Schweizer als Wirtschaftsredaktor und Zürcher Korrespondent der Tribune de Genève in den Journalismus ein. Mit Max Mabillard veröffentlichte er 1977 den Bestseller Scandale au Crédit Suisse (auf Deutsch Der Fall Chiasso) über einen Finanzskandal bei der Grossbank Credit Suisse, damals noch Schweizerische Kreditanstalt. 1979 wechselte er als Wirtschaftsredaktor zur Zürcher Weltwoche.
Von 1983 an arbeitete er für die Hamburger Wochenzeitung Die Zeit als politischer Redaktor, Pariser Korrespondent, Reporter und – nach einem Jahr im Verlag – als Leiter des Wirtschaftsressorts. 1992 kehrte er als Chefredaktor des Tages-Anzeigers zurück nach Zürich. 1997 wechselte er abermals nach Hamburg zur Zeit, diesmal als Chefredaktor. Von 2001 bis 2010 war de Weck freier Publizist. Er schrieb für Printmedien in Deutschland, Frankreich und der Schweiz. Auch moderierte er regelmässig die Fernsehsendung Sternstunde Philosophie im Schweizer Fernsehen. Von 2004 bis 2010 war er Präsident des Stiftungsrats des Genfer Graduate Institute of International and Development Studies. De Weck ist Lehrbeauftragter am College of Europe in Brügge und Warschau/Natolin, Stiftungsrat des Aachener Karlspreises, Herausgeber der aussenpolitischen Buchreihe Standpunkte der Körber-Stiftung und Ehrendoktor der Universität Luzern (2006) und der Universität Freiburg.
Am 1. Januar 2011 wurde er der Nachfolger von Armin Walpen als Generaldirektor der SRG Sein Nachfolger wurde am 1. Oktober 2017 Gilles Marchand. Roger de Weck ist seit 2017 Mitglied der Kommission Bildung der Schweizerischen Studienstiftung. 2022 wurde er Vorstandsmitglied bei der Project R Genossenschaft, der Herausgeberin des Onlinemagazins Republik. Er hat sein Mandat als Mitglied des Verwaltungsrats der Republik und des Vorstands der Genossenschaft bereits per 10. März 2023 niedergelegt.
Am 11. Mai 2021 wurde er in den Vorstand des Seenotrettungsnetzwerks SOS Méditerranée Schweiz gewählt.
De Weck lebt in Zürich und Bern. Er ist verheiratet und Vater von vier Kindern, darunter der Politologe Joseph de Weck, die Lektorin und Herausgeberin Margaux de Weck und die Schauspielerin und Autorin Laura de Weck.

## Trivia
- De Weck gewann 2014 die Arosa-Humorschaufel des Arosa-Humor-Festivals.[12][13]
- 2020 gewann er den Bruno-Kreisky-Preis für das politische Buch für Die Kraft der Demokratie. Eine Antwort auf die autoritären Reaktionäre[14]

## Veröffentlichungen
- Der Fall Chiasso (mit Max Mabillard). Tribune, Genf 1977.
- Kuhschweizer und Sauschwaben. Schweizer, Deutsche und ihre Hassliebe (Hrsg. mit Jürg Altwegg). Nagel & Kimche, München 2003, ISBN 3-312-00315-6.
- Nach der Krise. Gibt es einen anderen Kapitalismus? Nagel & Kimche, München 2009, ISBN 978-3-312-00454-6.[15][16]
- Sind die Schweizer die besseren Deutschen? Der Hass auf die kleinen Unterschiede (mit Jürg Altwegg). Nagel & Kimche, München 2010, ISBN 978-3-312-00457-7.
- Die Kraft der Demokratie – Eine Antwort auf die autoritären Reaktionäre. Suhrkamp Verlag, Berlin 2020, ISBN 978-3-518-42931-0.[17]
- Das Prinzip Trotzdem. Warum wir den Journalismus vor den Medien retten müssen. Suhrkamp, Berlin 2024, ISBN 978-3-518-12863-3.